# ザカライアス放送
ザカライアス放送（ザカライアスほうそう）は、太平洋戦争末期の1945年にアメリカ合衆国がおこなった日本向けのプロパガンダ放送。

## 概要
短波放送ラジオによる対日宣伝である。エリス・M・ザカライアス海軍大佐（戦争情報局に所属。姓は日本語で「ザカリアス」「ザハリアス」と表記されることもある）が、戦況は日本の大本営発表が報じるような日本の連戦連勝ではなく敗勢になっていると日本人に語りかけて厭戦気分を煽ること、およびアメリカの求める「無条件降伏」が「軍隊の無条件降伏」であると伝えて日本政府内の和平派が終戦に向けた活動を進めることを狙っていた。しかし、当時の日本の民間人は短波ラジオを所有することを禁止されていたため、実際にこの放送を聴いていたのは、日本政府、外務省（ラヂオ室。のちのラヂオプレス）と社団法人日本放送協会（現在の日本放送協会（NHK）の前身）の関係者だけだった。
NHKは戦後60年以上経過した2009年12月20日、NHK教育テレビの番組『日米電波戦争』でこの放送について取り上げた。

## 経緯
ザカライアスが次長を務めていたアメリカ海軍情報部は1944年から日本の国内政治について情報収集を開始した。その中で、日本には海軍の米内光政や高木惣吉を中心とした和平派が存在することをザカライアスは確認、確信した。1945年4月に戦争情報局に転任したザカライアスは、海軍長官のジェームズ・フォレスタルを説得し、OP-W-16と呼ばれるプログラムによる日本への心理作戦に着手する。その目的は、連合国が求める「無条件降伏」が「日本民族と国家の破滅」を意味するものではないと日本に伝えることであった。
ドイツが降伏した直後の1945年5月8日からポツダム宣言公表後の8月2日まで、ザカライアスは短波放送で日本に「無条件降伏」を勧めた。それは全部で14回であった。当時、日本政府はザカライアス放送を察知していた。外務大臣の東郷茂徳は、放送の内容からアメリカの要求する「無条件降伏」の対象が軍隊に限定されていることに気づいたが、日本政府の関心事だった国体と天皇の地位に言及がないことから、政府は何の反応も示さず、黙殺し続けた。東郷は7月25日に駐ソ大使の佐藤尚武に向けて発した電報で、7月19日の放送（出典ママ）でザカライアスが「日本には破滅か、大西洋憲章の受諾による和平かの二つの選択がある」と述べたことを引用して「無条件降伏はいかなる場合にも受諾不可能なるも大西洋憲章の基礎における平和回復には異存なきとする」と述べており、その後も放送内容に注意を向けていたことがうかがえる。内閣書記官長だった迫水久常も戦後の回想で、ポツダム宣言が公表された際に、外務省の松本俊一次官はその内容が「ザカリアス放送の内容と同じラインのものだと感じたという」と記している。
同盟通信社の「異能の記者」であった大屋久寿雄は当時は日本放送協会へ出向、海外局編成部長を務めていたが同盟通信の海外局情報部長であった井上勇、情報局第三部第一課長の稲垣一吉と語らい、アメリカの真意を図るためザカライアスへの放送を発案し、稲垣は第三部の井口貞夫部長の承認を得た上で井上がマイクを通じて放送をした。
ザカライアスは、同盟通信は国営通信局であるからこれは日本政府の代弁であると過大評価していた（日本政府の公式声明を発していたのはラジオ・トウキョウ（現在のNHKワールド・ラジオ日本）であったため）。
アメリカ側の最後の放送の後に原子爆弾投下とソ連対日参戦が行われた。そして1945年8月10日、日本はポツダム宣言の受諾を表明し、条件面での政府内および連合国との間のやりとりを経て8月14日に最終的に受諾を決定した。

## 放送
- 第1回放送　1945年5月8日 - ドイツが無条件降伏をした翌日に放送された。
- 第2回放送　5月12日 - 8日に出されたトルーマン大統領の声明を読み上げ、その解説を行った。

トルーマンはこの中で「日本の陸海軍が無条件降伏するまで」攻撃をやめないとした上で、「軍隊の無条件降伏」は「日本を災厄に導いた軍事指導者の影響排除」と「家族や職場への兵士の帰還」のことで「日本人の殲滅や奴隷化を意味しない」と述べた。
これ以後、終了まで毎週土曜日に送出されるようになる。
- 第3回放送　5月19日 - 第二回放送と同じく大統領声明を読み上げ、無条件降伏は「軍隊の降伏」であると再び強調した。
- 第4回放送　5月26日 - この放送で「井上勇博士」から返答があり、彼は日本の公式機関の同盟通信の海外局長であると紹介された。
- 第5回放送　6月2日 - 南次郎陸軍大将の名をあげ、日本に降伏を促した。
- 第6回放送　6月9日 - 西郷隆盛の例を出して、ドイツのようにならぬよう日本に降伏を促した。
- 第7回放送　6月16日 - 旧友の横山一郎海軍少将の名をあげ、日本に降伏を促した。
- 第8回放送　6月23日 - 緊急発表として沖縄陥落を述べ、日本には余力がないことを伝え降伏を促した。
- 第9回放送　6月30日 - 日本とアメリカの鋼鉄生産量の比較をし、日本には軍事的抵抗は不可能であるとして降伏を促した。
- 第10回放送　7月7日 - 第87回帝国臨時議会における鈴木貫太郎首相の演説（天罰発言事件を参照）を引用し、無条件降伏は日本国民を奴隷化・絶滅を意味するものではないと強調した。
- 第11回放送　7月14日 - 西郷隆盛の例をあげ、無条件降伏の意味を説いて日本に降伏を促した。
- 第12回放送　7月21日 - 無条件降伏の意味について詳しく説き、日本に降伏を促した。またこのとき初めて米国各紙にこの放送の内容が書かれたテキストが配られ、米国中の新聞に大見出しで掲載された。
- 第13回放送　7月28日 - 日本は主権を持つ存在として継続すると述べ、日本に降伏を促した。
- 第14回放送　8月4日 - 日本にポツダム宣言の受諾を促した。これが最終回となった。